# 2017年澳門
|        | 澳門歷史 \| 澳門歷史年表                                                                                                   |
| 世紀： | 20世紀澳門 \| 21世紀澳門 \| 22世紀澳門                                                                                     |
| 年代： | 1980年代澳門 \| 1990年代澳門 \| 2000年代澳門 \| 2010年代澳門 \| 2020年代澳門 \| 2030年代澳門 \| 2040年代澳門               |
| 年份： | 2013年澳門 \| 2014年澳門 \| 2015年澳門 \| 2016年澳門 \| 2017年澳門 \| 2018年澳門 \| 2019年澳門 \| 2020年澳門 \| 2021年澳門 |
| 紀年： | 丁酉年（鸡年）、澳門開埠464周年、澳門回歸18周年                                                                            |

## 主要官員

### 行政
- 行政長官：崔世安
- 行政法務司司長：陳海帆
- 經濟財政司司長：梁維特

### 立法
- 立法會主席：賀一誠

### 司法
- 終審法院首席法官：岑浩輝

## 大事時序

### 1月
- 1月8日，民主派议员高天赐、梁荣仔联合市民发起游行，要求特首撤回多项提升车辆费用的批示[1]。

### 2月
- 2月8日，立法会选举委员会首次召开会议，讨论2017年澳门立法会选举工作安排。选管委主席唐晓峰表示今年选举预算较上届增加约2成[2]。

### 5月
- 5月10日，全国人大常委会委员长张德江到访澳门，在澳门东亚运动会体育馆与澳门各界人士举行座谈会时指出澳门实践“一国两制”取得阶段性进展，“要正确认识、把握、妥善处理各种问题、困难和矛盾”[3]。

### 6月
- 6月4日，约200人出席在议事亭前地举行的六四纪念烛光晚会[4]。
- 6月12日，凌晨時分，一男子在澳門三巴仔街持刀威脅女友要求復合，雙方發生爭執，其後該女子趁機報警，治安警到達現場，經多次勸籲無效，警員向天開槍示警，其後該男子棄刀投降。[5]
- 同日，羅理基博士大馬路檢察院大樓建築地盤發生嚴重工業意外，造成2死2傷。早上10時許，地盤正在試樁，測試用的約6米長、重約6噸的工字鐵突然傾側，擊中4名介乎40至50歲持藍卡的中國內地工人，4人分別送往山頂及鏡湖醫院搶救，其中1名送山頂醫院治理的工人經搶救後於當日證實死亡，另1名在鏡湖醫院搶救的工人延至翌晨不治，其餘2名傷者昏迷，但情況穩定。[6]

### 7月
- 7月14日，澳门终审法院裁定前检察院院长何超明贪污案罪成，判处单一刑期21年[7]。
- 7月27日，澳門商人吴立胜在美国纽约曼哈顿联邦法院被裁定贿赂联合国外交官，以換取在澳門興建聯合國會議中心罪成，還包括行贿、洗黑钱和贪污等6项罪名全部成立[8]。他最高可被判处65年监禁，法庭随即禁止他在未获特别批准的情况下离开软禁他的曼哈顿一处公寓[9]

### 8月
- 8月6日，路環石排灣豪宅金峰南岸發生倫常慘案，一名長期失業的港男，疑與同居女友情變及不堪被逐出家門，他趁女傭外出後揮刀砍傷女友，繼而抱着女友的兩歲女兒跳樓，父女俱亡，受傷女友無性命危險。[10]
- 8月23日，台风天鸽吹袭澳门，地球物理暨氣象局自回归后首度挂出十号风球。台风导致影响巨大，其中珠海输送电力中断，全澳停水停电，风灾造成10死[11]244傷[12]。

### 9月
- 2017年澳門立法會選舉

### 11月
- 澳門立法會民主派議員蘇嘉豪被檢察當局控以「加重違令罪」，指他在2016年5月的一次遊行中涉嫌非法集會。全體立法會議員以不記名方式表決，以是否過半數為關鍵，決定是否中止蘇的議員職務[13]。如果屬實，這將是澳門回歸後首次有議員因涉刑事罪而被中止職務。事件也被坊間質疑是向香港當局學習，是一次政治檢控[14]。
- 11月18日，澳門格蘭披治大賽車電單車賽舉行時，英國籍車手赫加迪（英语：Daniel Hegarty）在決賽途至漁翁彎高速入彎時，失控撞欄受重傷，由救護員急送山頂醫院途中不治。賽會即時出示紅旗，其後大會宣佈腰斬賽事。[15]

### 12月
- 12月4日，澳門立法會全體會議以28票贊成，4票反對，表決通過中止蘇嘉豪議員職務，翌日起生效。初級法院仍須訂定新的審判聽證日期及時間。[16]
- 12月5日，歐盟財長會議宣布將17個國家和地區列入「不合作稅務管轄區」（即：避稅天堂黑名單），包括澳門。外交部和特區政府則回應澳門並非所謂避稅天堂，當局一直致力打擊跨境逃稅漏稅活動。[17][18]